# اولیویه مارشال
اولیویه مارشال (فرانسوی: Olivier Marchal‎؛ زادهٔ ۱۴ نوامبر ۱۹۵۸) بازیگر، کارگردان فیلم، فیلم‌نامه‌نویس و مأمور پلیس اهل فرانسه است. وی سه مرتبه نامزد جایزه سزار بهترین فیلم شد.
از فیلم‌ها یا برنامه‌های تلویزیونی که وی در آن نقش داشته‌است، می‌توان به کژدم، به هیچ‌کس نگو و پلیس خفته را بیدار نکن اشاره کرد.